# Alberto Vesperoni
Alberto Raúl Vesperoni (Buenos Aires, 20 giugno 1908 – Castelar, 18 luglio 1990) è stato un calciatore argentino, di ruolo attaccante.

## Biografia
Nato a Parque Patricios, terzo dei quattro figli di Francisca Vidaurreta, rimasta vedova subito dopo la nascita di sua sorella minore, ebbe un'infanzia difficile, anche se ben inserito nella comunità navarra della città natale.

## Carriera
Cominciò la carriera a 21 anni nel Club Atlético Huracán di Parque Patricios alla fine del 1929 in un momento in cui la squadra si rinforzava dopo i risultati positivi dei tempi del calcio dilettantistico in previsione del passaggio al professionismo, assieme a giocatori del calibro di Stabile, Masantonio e Onzari.
Subì una lesione al polpaccio sinistro in una difficile partita con l'eterno rivale San Lorenzo de Almagro
La guarigione non fu buona a causa di un'infezione peggiorata nel corso di una tournée che la squadra realizzò in Brasile. Al ritorno si fermò per alcuni mesi, per cui è ceduto all'Estudiantes di Buenos Aires ma il ritorno dopo la guarigione non produsse grandi risultati.